# محسن الربط الخارجي
في الأحياء الجزيئية، محسن الربط الخارجي (بالإنجليزية: Exonic splicing enhancer)‏ هو شكل تسلسل الحمض النووي يتكون من 6 قواعد داخل إكسون يوجه أو يعزز الربط الدقيق للحمض النووي الريبوزي غير المتجانس أو ما قبل الحمض النووي الريبوزي الرسول إلى الحمض نووي ريبوزي الرسول.

## مقدمة
تنسخ تسلسلات قصيرة من الحمض النووي إلى الحمض النووي الريبوزي. ثم تُترجِم هذا الحمض نووي ريبوزي إلى بروتين. يحتوي الجين الموجود في الحمض النووي على إنترونات وإكسونات. يتضمن جزء من عملية تحضير الحمض نووي ريبوزي ربط الإنترونات، وهي أقسام من الحمض نووي ريبوزي لا ترمز للبروتين. يعد وجود معززات الربط الخارجية أمراً ضرورياً لتحديد مواقع اللصق بشكل صحيح بواسطة الآلية الخلوية.

## دور في الربط
ترتبط بروتينات سيرين أرجنين بالربط بالإكسون وتعززه في المناطق التي تحتوي على محسنات الربط الخارجي سيرين، بينما ترتبط جزيئات البروتين النووي الريبوزي غير المتجانسة بربط إكسون وتمنعه في المناطق التي تحتوي على كواتم صوت الربط الخارجية. يشارك كلاً النوعين من البروتينات في تجميع وحسن سير عمل جسيم التضفير.
أثناء ربط الحمض النووي الريبوزي، يتفاعل العامل المساعد يو 2 للحمض نووي ريبوزي الصغير 1 ويو 2 عامل مساعد الحمض النووي الريبوزي الصغير 2 مع موقع الفرع وموقع لصق 3 بوصات للإنترون لتشكيل اللاريات. يعتقد أن بروتينات سيرين أرجنين التي ترتبط بمحسنات الربط الخارجي سيرين تعزز الربط إكسون عن طريق زيادة التفاعلات مع يو 2 عامل مساعد الحمض النووي الريبوزي الصغير 1 ويو 2 عامل مساعد الحمض النووي الريبوزي الصغير 2.
طفرة في زخارف محسن الربط الخارجي هي مساهم كبير في الاضطرابات الوراثية وبعض أنواع السرطان. يمكن أن تمنع الطفرات النقطية البسيطة في محسنات الربط الخارجي سيرين التقارب لعوامل الربط وتغيير الربط البديل، مما يؤدي إلى تغيير تسلسل الحمض النووي الريبوزي الرسول وترجمة البروتين. يكرس مجال البحث الجيني لتحديد موقع وأهمية زخارف محسن الربط الخارجي في الجسم الحي.

## بحث
استخدمت الأساليب الحسابية لتحديد 238 محسنات الربط الخارجي سيرين المرشحة. تعتبر محسنات الربط الخارجي سيرين مهمة سريرياً لأن الطفرات النقطية المترادفة التي كان يعتقد سابقاً أنها طفرات صامتة موجودة في محسنات الربط الخارجي سيرين يمكن أن تؤدي إلى تخطي الإكسون وإنتاج بروتين غير فعال.
اضطراب محسن الربط الإكسون في إكسون 3 من جين بروتين إصلاح عدم تطابق الحمض النووي أم إتش آر 1 هو سبب سرطان القولون والمستقيم الوراثي غير السلائلي في عائلة كيبيك.
هناك أدلة على أن هذه السداسيات ال 236 التي تشير إلى الربط محفوظة تطورياً.

## روابط خارجية
- محسن الربط الخارجي finder